# Mentzelia decapetala
Mentzelia decapetala là một loài thực vật có hoa trong họ Loasaceae. Loài này được (Pursh ex Sims) Urb. mô tả khoa học đầu tiên năm 1892.

## Hình ảnh

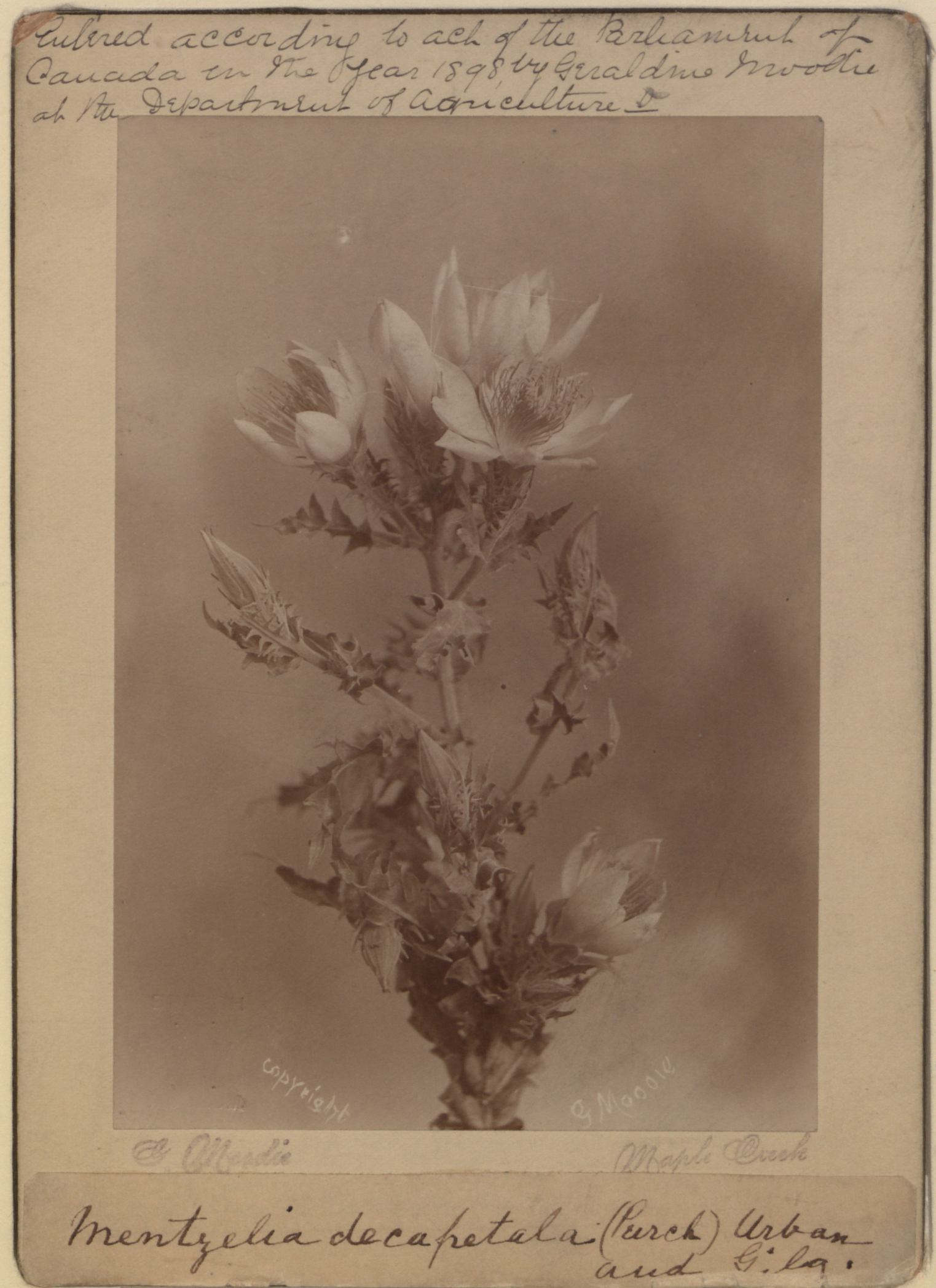
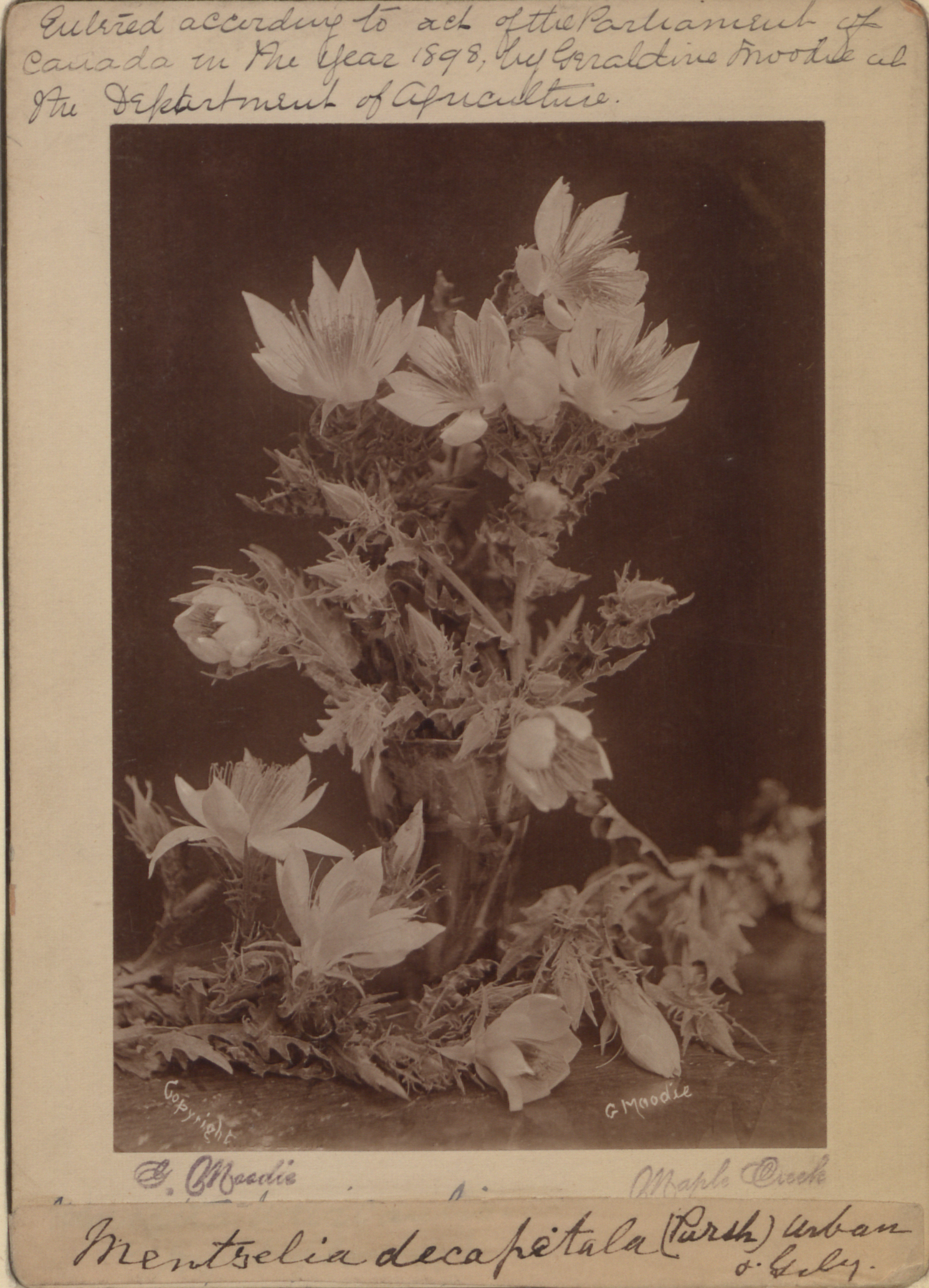